# (17076) Betti
(17076) Betti es un asteroide perteneciente al cinturón de asteroides descubierto por Paul G. Comba el 18 de abril de 1999 desde el Observatorio de Prescott.

## Designación y nombre
Designado provisionalmente como 1999 HO, fue nombrado  en honor a Enrico Betti (1823-1892) quien enseñó en la Universidad de Pisa y publicó sobre diversos temas de álgebra y análisis. Su investigación sobre el análisis situs (topología) de los hiperespacios condujo a la definición de los números de Betti, que caracterizan la conectividad de una variedad.

## Características orbitales
(17076) Betti está situado a una distancia media de 2,424 ua, pudiendo alejarse un máximo de 2,631 ua y acercarse un mínimo de 2,218 ua. Tiene una excentricidad de 0,085.
Pertenece a la familia de asteroides de (4) Vesta.

## Características físicas
(17076) Betti tiene una magnitud absoluta de 16,15. Tiene 2,370 km de diámetro. Su albedo se estima en 0,314.